# Гета (правитель эдонов)
Гета (др.-греч. Γέτα) — правитель фракийского племени эдонов, известный только по монетам.
Было обнаружено несколько датируемых концом VI или началом V века до н. э. монет с именем Геты и его титулом «басилевс эдонов». На их аверсе изображён обнажённый мужчина в широкополой шляпе, идущий между двумя ведомыми им быками. На реверсе — углубление (квадратиум инкузум) с плинтусом, разделённым крестом на четыре квадрата, вокруг плинтуса размещена надпись. По замечанию Т. Д. Златковской, А. Н. Зографа, на нумизматическом материале того времени указывалось только имя царя, поэтому монеты Геты обладают своей ярко выраженной особенностью, и такую легенду нельзя рассматривать как простое подражание греческим образцам. Само имя Геты, по замечанию исследователей, более характерно для гетских племён, а не южнофракийских. Видимо, его появление связано с нашествием северных фракийцев на юг и их смешением с южными сородичами.